# August Hendrichs
Augustinus Mauritius Johannes (August) Hendrichs (Amsterdam, 12 april 1834 - Scheveningen, 28 december 1916) was een Nederlands ondernemer en bestuurder die een voorname rol speelde bij onder andere de aanleg van het Noordzeekanaal en het Amsterdamse Vondelpark.

## Biografie

### Afkomst
Hendrichs werd als derde kind geboren binnen het gezin van de Amsterdamse ondernemer Johannes Ludovicus Hendrichs (1802-1845) en Maria Gertrude Elisabeth Cramer (1806-1867), dochter van de Amsterdamse koopman Frans Willem Cramer. Zijn oudst bekende voorouder Henricus Hendrichs woonde in Aken waar hij werkte als meestergoudsmid. Zijn in Limburg geboren grootvader had zich in het begin van de negentiende eeuw als koopman gevestigd in Amsterdam, waar de familie opklom tot de kringen van het patriciaat. In 1980 is het geslacht Hendrichs opgemomen in Nederland's Patriciaat. De hele familie is in 1847 op een olieverfschilderij vastgelegd door (vermoedelijk) Reinier Craeyvanger.

### Loopbaan en maatschappelijk leven
Hij was eigenaar van rederij Hendrichs, voorzitter van de Kamer van Koophandel (1893-1903) en lid van de gemeenteraad. August Hendrichs was betrokken bij vele initiatieven in de stad Amsterdam. Zo was hij in 1864 een van de oprichters van de Amsterdamse IJsclub, die tot 1914 heeft bestaan. Als vicevoorzitter en lid van de directie van de Amsterdamsche Kanaal Maatschappij was hij betrokken bij de aanleg van het Noordzeekanaal. Tussen 1868 en 1870 was Hendrichs betrokken bij het ontwikkelen van een plan om het zuidelijk gedeelte van de Zuiderzee droog te leggen. Ook spande hij zich in voor de aanleg van het Vondelpark. Hij was lid van de daartoe opgerichte “Vereeniging tot aanleg van een rij- en wandelpark te Amsterdam”, die werd voorgezeten door koopman-bankier Christiaan Pieter van Eeghen en had als ere-voorzitter de Amsterdamse burgemeester Jan Messchert van Vollenhoven. In het Vondelpark stond sinds 1939 de zogenoemde “oprichtersbank” met daarop de namen van de 34 oprichters, waaronder de naam: “Aug.M.J. Hendrichs”. Deze bank werd in 1960 geheel vernieuwd en in 2010 werden onderdelen van de bank verwerkt in een nieuwe, eveneens boogvormige zitbank, waarbij de toen bijna geheel weggesleten namen op nieuwe rugplaten van cortènstaal terugkeerden.
In 1894 was Hendrichs voorzitter en commissaris-generaal van de commissie die officieel Nederland vertegenwoordigde op de Wereldtentoonstelling van 1894 in Antwerpen. In hetzelfde jaar werd hij samen met oud-minister Cornelis Lely, eveneens een voorstander van het deels droogleggen van de Zuiderzee, verkozen in het bestuur van de Zuiderzee-Vereniging. Vijftig jaar na de aanleg van het Vondelpark pleitte Hendrichs voor de aanleg van het Rembrandtpark. Hij schreef in het Algemeen Handelsblad: „De bevolking van Amsterdam is nu bijna 600,000 zielen, zegge personen, dat is ongeveer het dubbel aantal van voor pl.m. 50 jaren. Welnu, toen is het Vondelpark gesticht en mij dunkt dat daaraan een voorbeeld nemend, nu zoude kunnen worden besloten tot het stichten van een tweede – een Rembrandt Park in de naaste omgeving van Amsterdam.” Het zou echter nog tot begin jaren zeventig van de twintigste eeuw duren voordat dit park tot stand kwam.

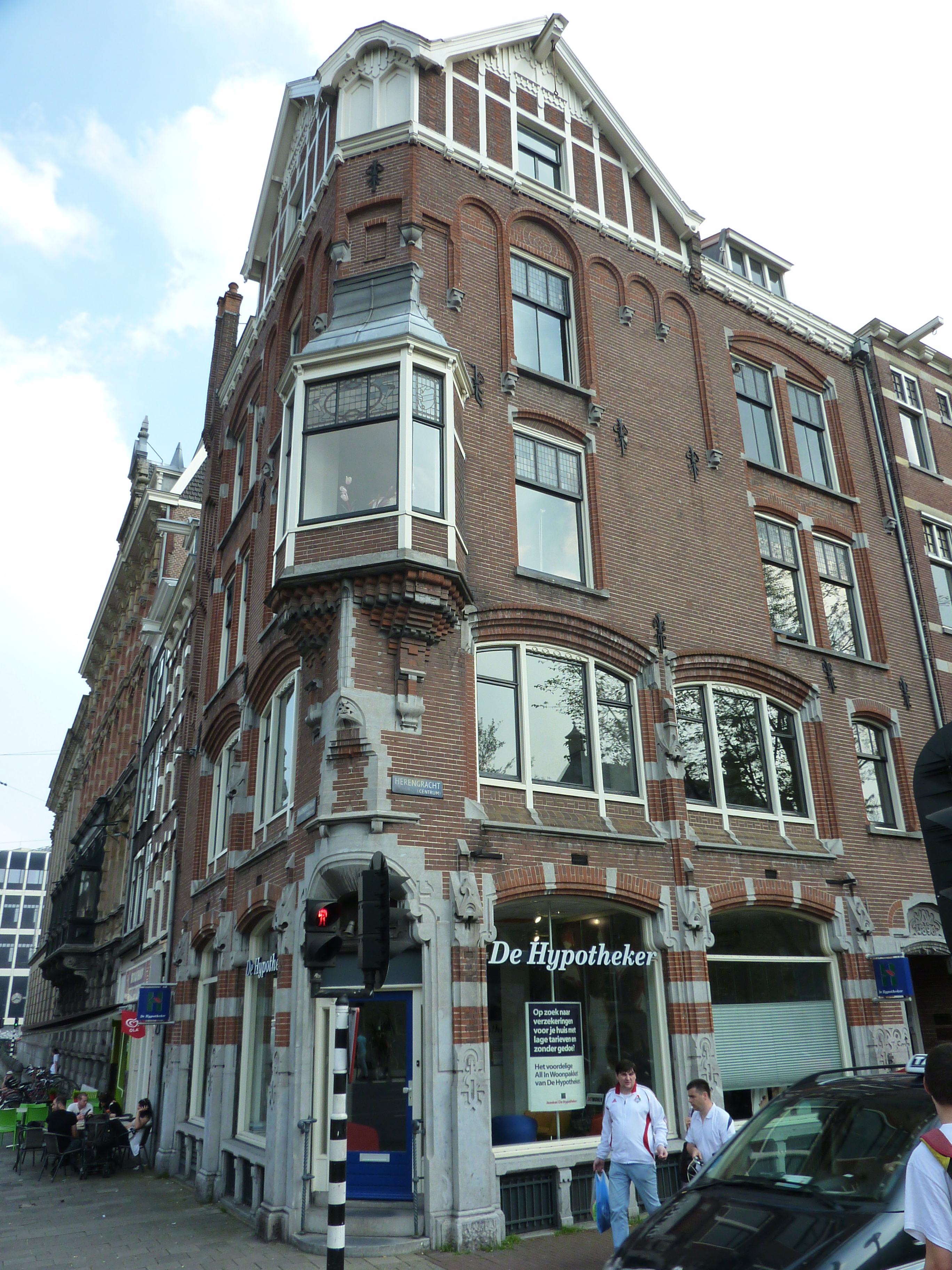
Huis van August Hendrichs aan de Herengracht 213 in Amsterdam

### Privéleven
August Hendrichs woonde aan de Herengracht 213 (in 2015 rijksmonument) en tot 1904 in het gebouw Sarphatistraat 4 te Amsterdam (in 2015 gemeentemonument). Beide gebouwen waren in zijn opdracht ontworpen en gebouwd. In verband met zijn gezondheid verhuisde hij naar het Belgische Luik, alwaar hij in 1862 al betrokken was bij de Sociëteit ter Exploitatie der Steenkolemijnen Bicquet, Gorée & Heure le Romain. In 1865 nam hij aandelen in de Nederlandsche Bouwmaatschappij; grootaandeelhouder was toen Samuel Sarphati. In 1869 huwde hij in Luik de Belgische Marie Ernestine Hélène Begasse, bij wie hij twee kinderen had, een dochter en een op jonge leeftijd overleden zoon. Hij overleed tijdens een verblijf in Scheveningen.

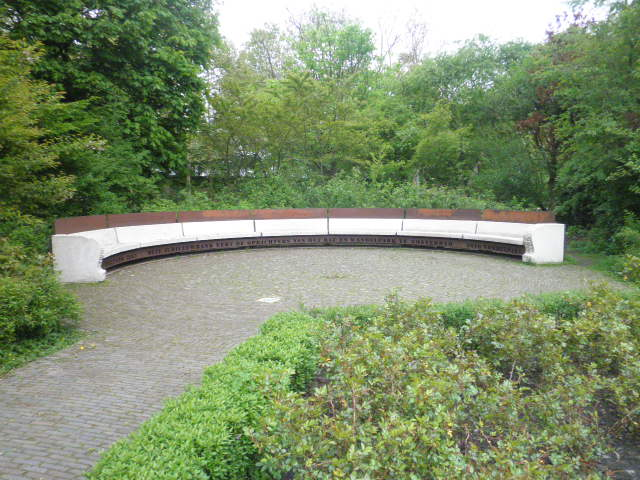
De oprichtersbank in het Vondelpark, waarop ook de naam van August Hendrichs gegraveerd staat

## Onderscheidingen
Hij kreeg diverse onderscheidingen:
- Ridder in de Orde van de Nederlandse Leeuw
- Commandeur in de Orde van Oranje-Nassau
- Commandeur van de Leopoldsorde
- Officier van het Legioen van Eer